# Pleurothallis grandiflora
Pleurothallis grandiflora es una especie de planta epífita de la familia de las orquidáceas, nativa de los Andes, que se encuentra en Bolivia, Colombia, Ecuador, Perú y Venezuela, entre los 1.100 to 3.300 m de altitud.

## Descripción
Erecta, tallos con hojas, esbeltos, envueltos básicamente por 3 vainas tubulares; portando una sola hoja apical, tridentada, que florece en una sola inflorescencia, corta florida que sostiene la flor contra la base de la hoja. Se distingue por el labelo grande y protuberante de la flor.